# Азизов, Искандер Кубарович
Исканде́р Куба́рович Ази́зов (род. 29 мая 1956) — российский дипломат. Чрезвычайный и полномочный посол (2020).

## Биография
Окончил МГИМО по специальности «Международные отношения» (1978). На дипломатической работе с 1978 года. Владеет английским и китайским языками.
- В 1978—1982 годах — секретарь-референт Посольства СССР в Сингапуре.
- В 1982—1985 годах — атташе Отдела Юго-Восточной Азии МИД СССР.
- В 1985—1989 годах — третий секретарь Посольства СССР в Малайзии.
- В 1989—1992 годах — второй, первый секретарь Управления стран Тихого океана и Юго-Восточной Азии МИД СССР.
- В 1993—1997 годах — первый секретарь, советник Посольства России в Малайзии.
- В 1998—2001 годах — старший советник, начальник отдела Первого департамента Азии МИД России.
- В 2001—2006 годах — советник Посольства России в США.
- В 2007—2013 годах — заместитель директора Первого департамента Азии МИД России.
- С 23 сентября 2013 по 18 января 2023 года — чрезвычайный и полномочный посол России в Монголии[1]. Верительные грамоты вручил 15 ноября 2013 года[2][3].
- С 23 июня 2023 года — чрезвычайный и полномочный посол России в Мьянме[4].

## Награды
- Медаль ордена «За заслуги перед Отечеством» II степени (21 марта 2022) — За большой вклад в реализацию внешнеполитического курса Российской Федерации[5].
- Орден Полярной звезды (2021, Монголия)[6].

## Дипломатический ранг
- Чрезвычайный и полномочный посланник 2 класса (6 февраля 2009)[7].
- Чрезвычайный и полномочный посланник 1 класса (8 июля 2016)[8].
- Чрезвычайный и полномочный посол (8 июня 2020)[9].

## Семья
Женат.